# Cygnus OB2-12
Cygnus OB2 12 é a segunda estrela mais luminosa conhecida até hoje. Sua massa varia entre 50 e 60 a massa do sol. É uma das poucas estrelas luminosas vistas da Terra. Ela se localiza na constelação de Cygnus e está a 2,5 mil anos luz da Terra.